# Beaumont-Village
 Beaumont-Village  es una población y comuna francesa, situada en la región de  Centro, departamento de Indre y Loira, en el distrito de Loches y cantón de Montrésor.

## Demografía
| 402 | 380 | 304 | 261 | 242 | 242 |
| Para los censos de 1962 a 1999 la población legal corresponde a la población sin duplicidades (Fuente: INSEE [Consultar]) |     |     |     |     |     |